# Белоруснефть
Государственное производственное объединение «Белоруснефть» (бел. Дзяржаўнае вытворчае аб'яднанне «Беларуснафта») — белорусская государственная нефтехимическая компания, осуществляющая геологоразведочные работы, разработку, добычу и реализацию нефти и газа в Республике Беларусь, России и Венесуэле, ведёт изыскательские работы в Эквадоре.
С 20 декабря 2021 года находится под санкциями.

## История
В августе 1964 года открыты, а в октябре подтверждены промышленные запасы нефти. Из двух скважин Р-8 и Р-6, были получены в сутки соответственно 126 и почти 600 т углеводородов. Нефтяное месторождение получило название Речицкое.
В апреле 1965 года пущен Речицкий укрупненный нефтепромысел (позднее нефтегазодобывающее управление «Речицанефть» — ведущее подразделение предприятия «Белоруснефть»). В пуске участвовали первый секретарь ЦК КПБ П. М. Машеров.
В 1966 году министр нефтяной промышленности СССР В. Шашин подписал приказ о создании государственного нефтегазодобывающего объединения «Белоруснефть».
В 1976 году введен в эксплуатацию Белорусский газоперерабатывающий завод. Из попутного нефтяного газа получены первые 11 тыс. т сжиженных газов.
Начиная с 1970-х годов ПО «Белоруснефть» внесло большой вклад в освоение Западно-Сибирского нефтегазового комплекса, занимаясь промышленным бурением нефтяных месторождений в Тюменской области РСФСР в составе Белорусского управления буровых работ. В 1981 году сотрудники объединения одновременно работали на трёх разных месторождениях. В начале 1986 года в Западной Сибири работало 5729 специалистов «Белоруснефти», или 38,9 % от общей численности сотрудников объединения. Большинство нефтяников работали в Тюменской области вахтово-экспедиционным методом. Отвлечение большой численности квалифицированных нефтяников в Западную Сибирь отрицательно сказалось на состоянии работ на белорусских месторождениях. После распада СССР сотрудничество «Белоруснефти» с нефтяниками Западной Сибири продолжилось на основании белорусско-российских соглашений 1993 года.
В 1998 году в Речице введена в эксплуатацию первая автозаправочная станция объединения «Белоруснефть». На 15.03.2012 фирменная сбытовая сеть «Белоруснефти» насчитывала уже 500 АЗС и 204 АГЗС.
14 сентября 2006 года издан Указ Президента Республики Беларусь "О создании Государственного производственного объединения «Белоруснефть». В его состав вошли нефтегазодобывающее предприятие «Белоруснефть», дочерние предприятия областей и города Минска по нефтепродуктообеспечению, агропромышленное предприятие «Белоруснефть-Особино», предприятие машиностроения «Сейсмотехника». С включением в состав ПО «Белоруснефть» ОАО «Сейсмотехника» на предприятии появилось новое направление деятельности — машиностроение.
В декабре 2016 года было обнаружено новое месторождение нефти на территории республики. Оно открыто в пределах промежуточного блока регионального Речицко-Вишанского разлома Припятского прогиба и получило название «Угольское». По предварительным оценкам, запасы нефти на новом месторождении оцениваются в 1,695 млн т..
В 2018 году увеличена добыча до 1,67 млн тонн, поставив семилетний рекорд.
В 2020—2021 г.г. открыты новые месторождения нефти в Хойникском районе.
В Светлогорском районе «Белоруснефть» приступила к разработке крупнейшего месторождения песка. Специалисты нефтегазодобывающего управления «Речицанефть» начали разработку карьера песка «Давыдовка-1» вблизи населённого пункта Сосновый Бор.
В 2020 году компания оказалась в центре политического скандала. Шесть сотрудников управления промыслово-геофизических работ записали видеообращение, в котором выразили протест против насилия и беззакония. К вечеру стало известно, что всех участников видеоролика увольняют.

## Санкции
«Белоруснефть» была включена в пятый пакет санкций Европейского союза, вступивший в силу 2 декабря 2021 года. Евросоюз отмечает что «руководство компании увольняло работников, которые объявляли забастовки, участвовали в антирежимных протестах или публично поддерживали эти протесты. Поэтому, „Белоруснефть“ несет ответственность за репрессии против гражданского общества»..
20 декабря к санкциям ЕС присоединилась Швейцария, а 22 декабря — Албания, Исландия, Лихтенштейн, Норвегия, Северная Македония, Сербия, Черногория. В октябре 2022 года «Белоруснефть» попала под санкции Украины.

## Организационная структура

### Геологоразведочные работы. Сейсморазведка
- Управление полевых сейсморазведочных работ (УПСР)
- Управление промыслово-геофизических работ (УПГР)

### Добыча нефти и газа
- Нефтегазодобывающее управление «Речицанефть» (НГДУ «Речицанефть»)

### Переработка газа. Производство электроэнергии
- Белорусский газоперерабатывающий завод (БГПЗ)

### Сервис
- Белорусский военизированный отряд по предупреждению возникновения и по ликвидации открытых газовых и нефтяных фонтанов (БВО)
- Вышкомонтажное управление (ВМУ)
- Производственное управление нефтепромыслового и бурового сервиса (ПУ «Нефтебурсервис»)
- Производственное управление нефтяного снабжения и комплектации (ПУ «Нефтеснабкомплект»)
- Производственное управление нефтепромыслового и специализированного строительства (ПУ «Нефтеспецстрой»)
- Государственное предприятие «Белоруснефть-Промсервис»
- Речицкое управление технологического транспорта (РУТТ)
- Светлогорское управление буровых работ (СУБР)
- Производственное управление связи и информатики (ПУ «Связьинформсервис»)
- Тампонажное управление (ТУ)
- Управление по повышению нефтеотдачи пластов и ремонту скважин (УПНПиРС)
- Управление по подготовке, переподготовке и повышению квалификации кадров (УПК)
- Управление социальными объектами (УСО)

### Наука и инжиниринг
- Белорусский научно-исследовательский и проектный институт нефти (БелНИПИнефть)

### Представительства
- Представительство в Минске

## Услуги
- Добыча нефти
- Геологоразведочные работы, сейсморазведка
- Нефтяной сервис
- Научно-техническое обеспечение и инжиниринг
- Проектирование
- Промышленный сервис
- Автоматизация
- Технические средства контроля
- Транспортные услуги
- Строительные услуги

## Издания
- Газета «Нефтяник»
- Журнал «Нефтяник Полесья»